# Nørre Aaby
Nørre Aaby é um município da Dinamarca, localizado na região central, no condado de Fiónia.
O município tem uma área de 65 km² e uma  população de 5 581 habitantes, segundo o censo de 2005.